# Marschenfieber

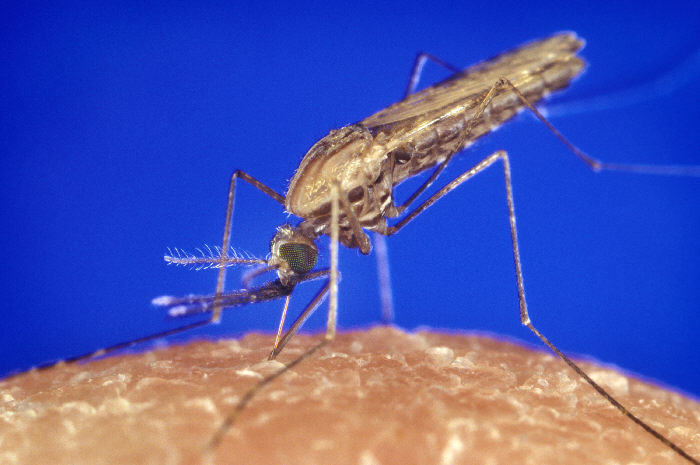
Anopheles-Mücke saugt Blut

Das Marschenfieber (Marschenkrankheit, Marschkrankheit, Ernteseuche, Wechselfieber, Stoppelfieber, Drüddendagsfeber oder Dreitagefieber, Drei-Tage-Fieber bzw. 3-Tage-Fieber; auch Morbus Ditmarsicus, Dithmarschen-Krankheit, Dithmarsische Krankheit etc. pp.) ist die deutsche Bezeichnung für die Malaria tertiana, eine Form der Malaria, die auch im übrigen Deutschland vorkam. Die Krankheit wurde vor allem von Malariamücken der Art Anopheles atroparvus übertragen, die in den Marschen Norddeutschlands verbreitet war. Inzwischen sind diese Marschen weitgehend trockengelegt.

## Geschichte

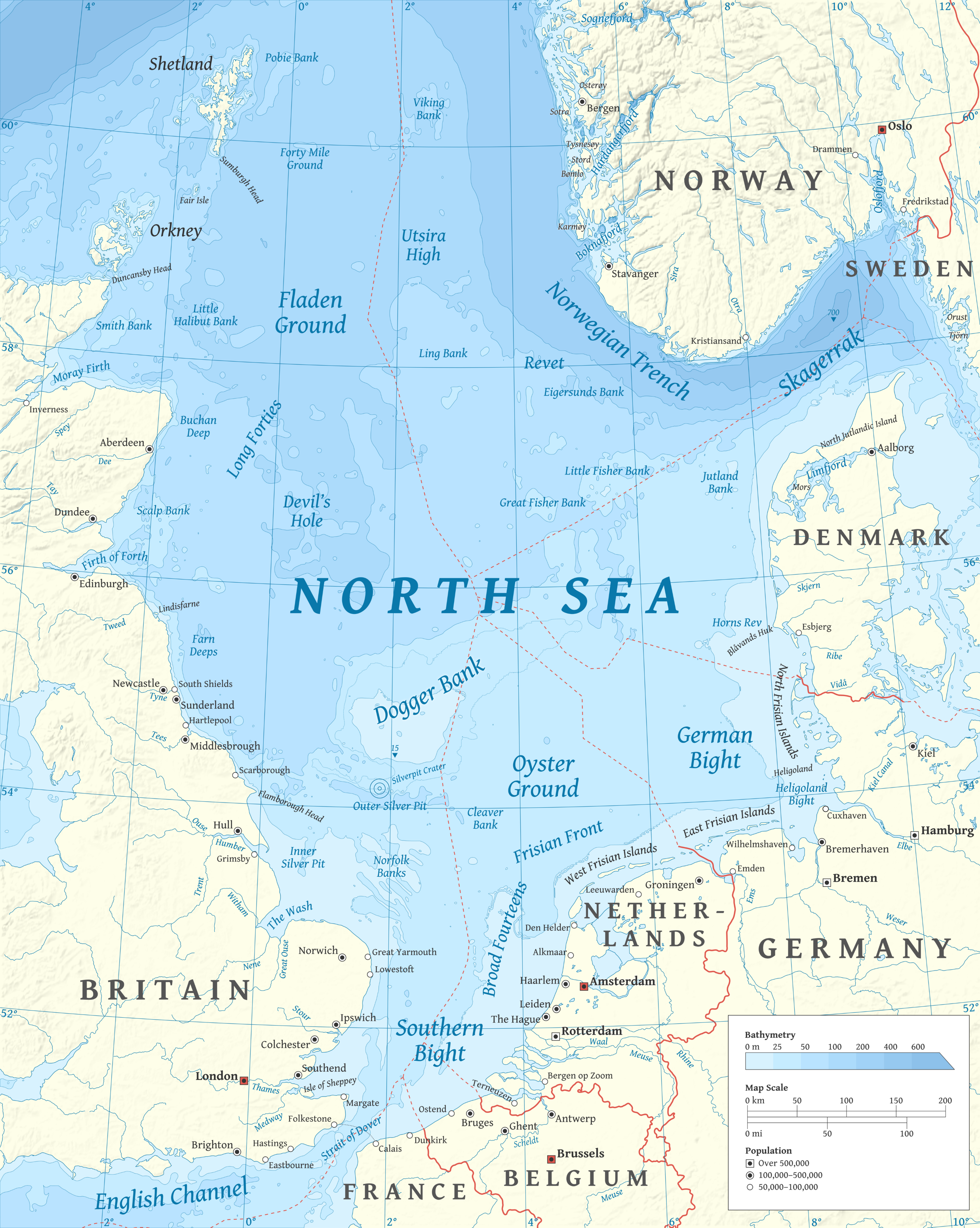
Nordseeküste mit den Marschen als einem wichtigen Ausgangsort der Verbreitung der Malaria tertiana in Europa

Malaria war in der Vergangenheit auch in Ländern mit gemäßigtem Klima, darunter in Deutschland, verbreitet. Bis zum Ende des Mittelalters waren die Berichte über auftretende Epidemien so ungenau, dass Malaria darin nur schwer von anderen Erkrankungen mit fiebrigem Verlauf zu unterscheiden ist. Als gesichert gilt, dass große Teile Europas in den Jahren 1557/58 unter einer Malariaepidemie litten. Bis ins 18. Jahrhundert gab es zahlreiche derartige Epidemien. Betroffen waren große Teile Deutschlands, vor allem aber die Marschen und Moore an der Küste sowie die Gebiete entlang der großen Flüsse.
Während einer Epidemie im Jahre 1826 soll in Ostfriesland jedes zweite Kind an Marschenfieber erkrankt sein. Aemil Storm (1833–1897), Theodor Storms jüngster Bruder, verfasste eine zwanzigseitige Arbeit über die Krankheit.
In der Folgezeit wurden durch Flussbegradigungen und Moorkolonisierung zahlreiche Brutplätze für Mücken zerstört. Das zum Teil unter Meeresniveau liegende Gebiet an der Nordseeküste Deutschlands wurde mit viel technischem Aufwand bearbeitet. Sinn der Urbarmachung und der Moortrockenlegungen war es, weiteres Acker- und Weideland zu erhalten und durch zuverlässige Entwässerung den Ertrag der Marschflächen zu verbessern. In der entstehenden Kulturlandschaft verdrängte Anopheles maculipennis typicus die fieberübertragende Anopheles maculipennis messeae. Gleichzeitig verbesserte sich die Wohnsituation der Bevölkerung, so dass die Menschen seltener gestochen wurden. Demgegenüber hatten Medikamente oder die Anwendung von Insektiziden für den Rückgang des Wechselfiebers in Deutschland nur geringe Bedeutung.
Gegen Ende des 19. Jahrhunderts war das Wechsel- oder Marschenfieber aus Deutschland fast verschwunden, lediglich um Emden und Aurich in Ostfriesland sowie um Breslau, Oppeln und den Kreis Pleß in Schlesien blieben endemische Krankheitsherde über.
In den 1940er-Jahren bekämpfte der Hygieniker Ernst Rodenwaldt für die Wehrmacht erfolgreich, nach dem Vorbild der ab 1901 ergriffenen Maßnahmen Robert Kochs, das Marschenfieber in den Niederlanden. Nach beiden Weltkriegen flammte die Krankheit kurzzeitig wieder auf, als viele Menschen unter schwierigen hygienischen Bedingungen in Notunterkünften leben mussten. In Emden kam es 1918 zu einer Epidemie mit etwa 4000 Erkrankungsfällen.
Auch nach dem Zweiten Weltkrieg trat das Wechselfieber in Deutschland wieder auf. Es wurde durch die feucht-warmen Sommer 1945 und 1946 und die zahlreichen Mückenbrutplätze in den zerstörten Städten begünstigt. In Berlin wurden bis Ende 1947 651 Fälle gezählt, in Hamburg 88.

## Erreger

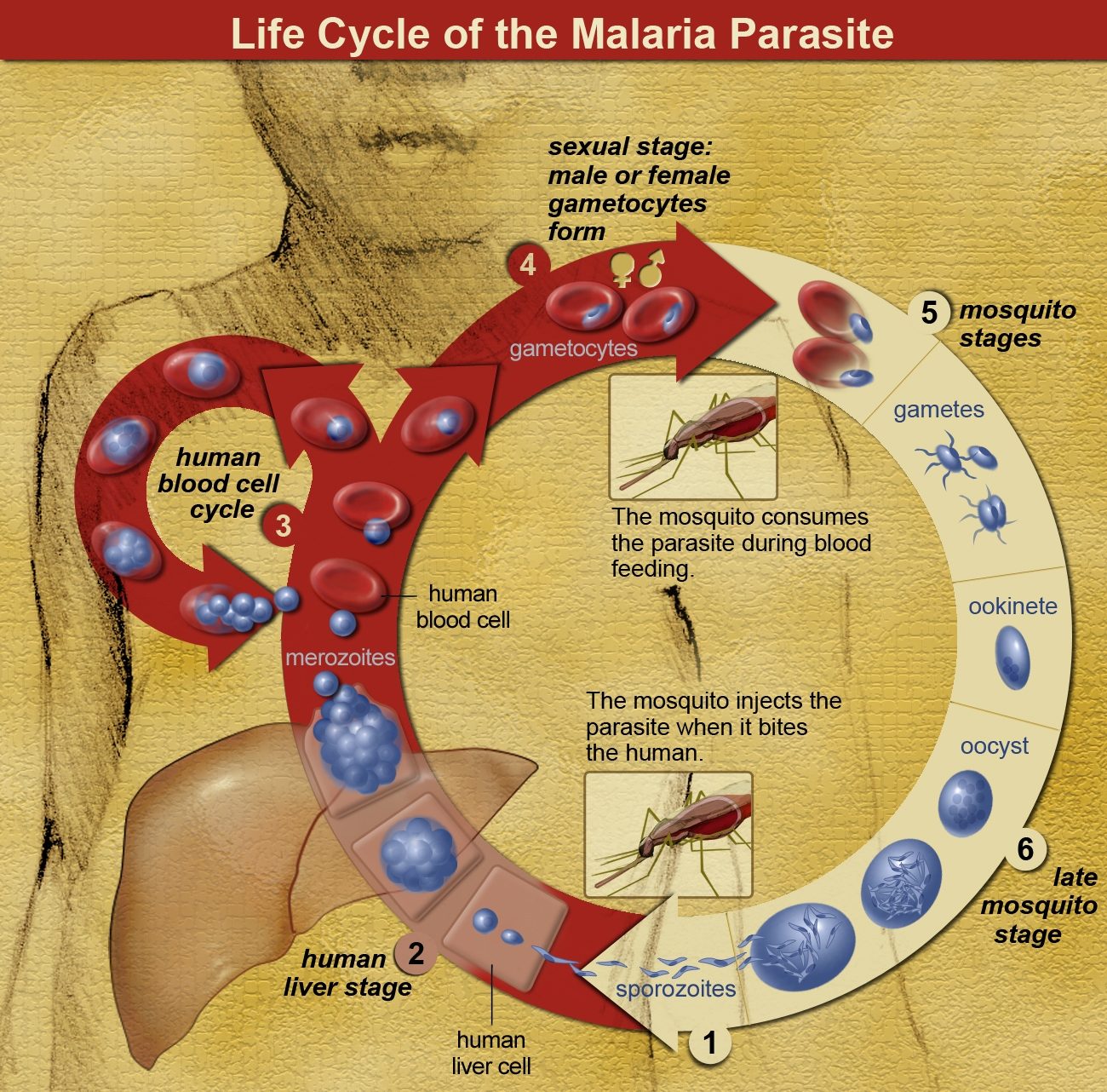
Der Lebenszyklus von Malariaparasiten: Sporozoiten werden durch einen Mückenstich inokuliert. Sobald sie die Leber erreichen, vermehren sie sich zu Tausenden von Merozoiten. Bei der Malaria tertiana können sich Ruheformen in der Leber ausbilden, die Hypnozoiten. Die Merozoiten infizieren rote Blutkörperchen und vermehren sich dort. Wodurch weitere rote Blutkörperchen infiziert werden. Einige Parasiten bilden Gametozyten, die von einer Mücke wieder aufgenommen werden und so ihren Lebenszyklus fortsetzen.

Bei dem in Deutschland einheimischen Wechselfieber handelte es sich in den allermeisten Fällen um Malaria tertiana. Die Übertragung von Malaria quartana und Malaria tropica kann im Prinzip auch durch einheimische Stechmücken geschehen, sie ist jedoch weniger wahrscheinlich.
Die Entwicklungszeit des Erregers in der Mücke ist stark von der Temperatur abhängig, sie dauert in gemäßigten Breiten länger als in den Tropen. Fieberepidemien traten daher vor allem in heißen Sommern auf, während kalte Sommer sie zum Erliegen bringen konnten. Bei 20 °C benötigt Plasmodium vivax, der Erreger der tertiären Malaria, nur 17 Tage zur Entwicklung. Die Erreger der Malaria tropica brauchen bei derselben Temperatur 23 Tage, die Erreger von Malaria quartana sogar 35 Tage.
Pl. vivax und Pl. ovale, die Auslöser der Malaria tertiana, können im Gegensatz zu anderen Plasmodien als Hypnozoiten in der Leber eines infizierten Menschen überdauern. Die Erkrankung bricht häufig nicht nach einer kurzen Inkubationszeit von 8 bis 16 Tagen aus, sondern erst nach einer „primären langen Latenz“ von mehreren Monaten. Auf diese Weise konnten die Erreger die „mückenlosen“ Wintermonate überstehen. Über das Jahr betrachtet traten die Erkrankungsfälle mit Wechselfieber vor allem im Frühjahr und im Spätsommer auf. Im Frühjahr waren viele Menschen jahreszeitlich bedingt geschwächt, was das latente Wechselfieber ausbrechen ließ. Im Spätsommer häuften sich die Fälle, in denen die Krankheit nach einer Neuinfektion mit kurzer Inkubation verlief.

## Krankheitsverlauf
Die Erkrankung zeigt eine ihr spezifische Rhythmik des Fiebers. Zunächst kommt es zu einer wenige Tage dauernden Prodromalphase, daran schließt sich eine „Drei-Tage-Fieberrhythmik“ an, das heißt am ersten Tag Fieber, den zweiten Tag fieberfrei und am dritten Tag erneutes Fieber.
Innerhalb der Fieberattacken zeigen sich beim Marschenfieber (Malaria tertiana) oft folgende Ausprägungen:
- Frostphase oft zirka eine Stunde, in der der infizierte Mensch unter massivem Schüttelfrost (Zytokine, englisch cytokine storm[6][7]) leidet. In dieser Phase schnellt die Körpertemperatur stark nach oben. Es folgt die
- Hitzephase, sie dauert einige Stunden und wird begleitet von (vegetativen) Allgemeinsymptomen. Nicht selten werden beim Patienten Körpertemperaturen von mehr als 40 °C gemessen. Bei den vegetativen Symptomen kommt es noch nicht zu Schweißausbrüchen, denn diese sind typisch für die nächste Phase.
- Schweißphase. Sie ist etwas kürzer, dauert aber auch einige Stunden und wird von eben heftigen Schweißausbrüchen begleitet.
- Erholungsphase. Während die Temperatur wieder auf ein normales Maß sinkt, beginnt sich der Patient langsam zu erholen.[8]